# Dr. Woggle & the Radio
Dr. Woggle & the Radio ist eine Band aus Weinheim. Die achtköpfige Formation spielt traditionellen Ska, gemischt mit Rocksteady und Reggae.

## Geschichte
Die Band ging aus dem Auftritt einer Abiturformation des Jahres 1997 hervor. Der Schlagzeuger Antonio Romero und der Sänger Nikolaus Knapp sind seit der Gründung der Band dabei. Nach den ersten Auftritten bildete sich das musikalische Profil heraus, eine  Mischung aus Ska- und Reggae-Musik. In den folgenden Jahren traten Dr. Woggle & the Radio in Frankreich, den Beneluxstaaten, der Schweiz, Österreich, Tschechien und Italien auf.

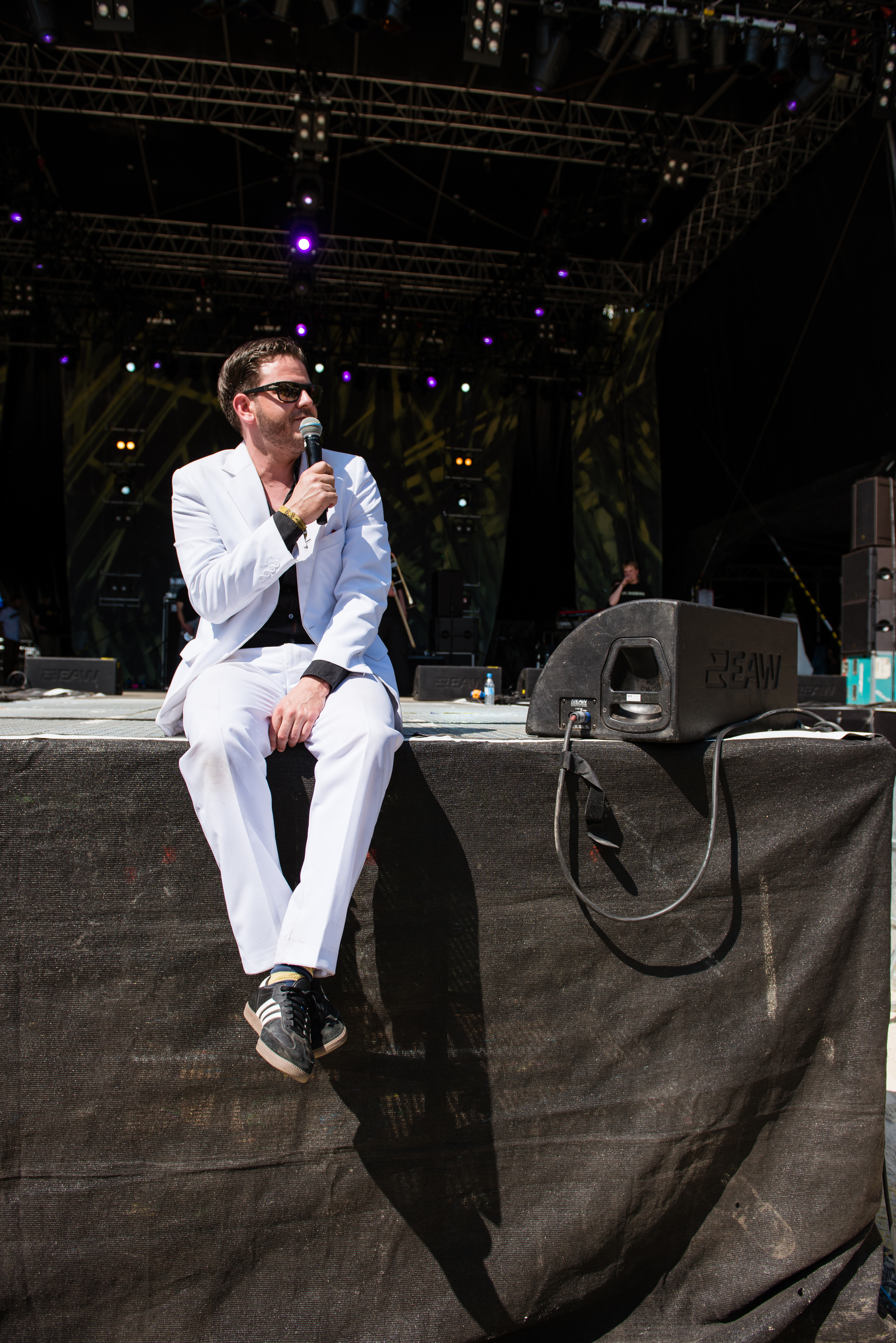
Dr. Woggle & the Radio beim Ruhr Reggae Summer 2014

Das Album Rockers! wurde mit der Unterstützung einer Reihe von Gastmusikern aufgenommen. Die Musiker Mal Élevé von Irie Révoltés, Jesse Günther und Stefan Keller von The Busters sowie Lolo Blümler von Ska Trek waren an den Aufnahmen beteiligt.

## Diskografie
Alben
- 2001: Suitable (Elmo Records / Cargo Records)
- 2004: Bigger Is Tough (Grover Records / Cargo Records)
- 2007: Rockers! (Skycap Records / Rough Trade)
- 2012: Weinheim City live (Rocking Records / Broken Silence)
- 2018: Drop Bombs to Lose (Soulfire Artists)

## Auszeichnungen
- 2004: Mannheim Music Award[1]
- 2006: Deutscher Rock & Pop Preis in den Kategorien Beste Pop & Rock Band und Beste Reggae-Band[2]